# Gustav Jarl
Gustav Jarl (Helsingborg, 28 maggio 1995) è un ex calciatore svedese, di ruolo difensore.

## Caratteristiche tecniche
È un terzino destro.

## Carriera
Cresciuto nel settore giovanile dell'Höganäs BK, nel 2013 è stato acquistato dall'Helsingborg. Ha esordito in prima squadra il 10 marzo 2013 disputando l'incontro di Svenska Cupen vinto 5-0 contro il Varberg.